# 50 kilomètres marche aux Jeux olympiques d'été de 1936
Pour un article plus général, voir Athlétisme aux Jeux olympiques d'été de 1936.
Navigation
Los Angeles 1932 Londres 1948
L'épreuve du 50 kilomètres marche aux Jeux olympiques de 1936 s'est déroulée le 5 août 1936 dans les rues de Berlin, en Allemagne, avec une arrivée au Stade olympique. Elle est remportée par le Britannique Harold Whitlock.

## Résultats
| Rang               | Athlète             | Pays            | Temps     | Notes |
| ------------------ | ------------------- | --------------- | --------- | ----- |
| Médaille d'or      | Harold Whitlock     | Grande-Bretagne | 4:30:41.4 | OR    |
| Médaille d'argent  | Arthur Schwab       | Suisse          | 4:32:09.2 |       |
| Médaille de bronze | Adalberts Bubenko   | Lettonie        | 4:32:42.2 |       |
| 4                  | Jaroslav Štork      | Tchécoslovaquie | 4:34:00.2 |       |
| 5                  | Edgar Bruun         | Norvège         | 4:34:53.2 |       |
| 6                  | Fritz Bleiweiß      | Allemagne       | 4:36:48.4 |       |
| 7                  | Karl Reiniger       | Suisse          | 4:40:45.0 |       |
| 8                  | Étienne Laisné      | France          | 4:41:40.0 |       |
| 9                  | Teodor Bieregowoj   | Pologne         | 4:42:49.0 |       |
| 10                 | Anton Toscani       | Pays-Bas        | 4:42:59.4 |       |
| 11                 | Evald Segerström    | Suède           | 4:43:30.4 |       |
| 12                 | Ettore Rivolta      | Italie          | 4:48:47.0 |       |
| 13                 | Adrien Courtois     | France          | 4:49:07.0 |       |
| 14                 | Giuseppe Gobbato    | Italie          | 4:49:51.0 |       |
| 15                 | Adolf Aebersold     | Suisse          | 4:51:14.0 |       |
| 16                 | Herbert Dill        | Allemagne       | 4:51:26.0 |       |
| 17                 | Tebbs Lloyd Johnson | Grande-Bretagne | 4:54:56.0 |       |
| 18                 | Mario Brignoli      | Italie          | 4:58:12.0 |       |
| 19                 | Ryoji Naraoka       | Japon           | 5:07:15.0 |       |
| 20                 | Vasile Firea        | Roumanie        | 5:09:39.0 |       |
| 21                 | Albert Mangan       | États-Unis      | 5:12:00.2 |       |
| 22                 | Cai Tsungyi         | Taïwan          | 5:16:02.4 |       |
| 23                 | Ernest Koehler      | États-Unis      | 5:20:18.2 |       |
| 24                 | Chao Yuyen          | Taïwan          | 5:25:01.0 |       |
| 25                 | Chang Chanchiu      | Taïwan          | 5:26:54.2 |       |
| 26                 | Ernest Crosbie      | États-Unis      | 5:31:44.2 |       |
|                    | Jānis Daliņš        | Lettonie        |           | DNF   |
|                    | Joe Hopkins         | Grande-Bretagne |           | DNF   |
|                    | Ejner Bech          | Danemark        |           | DNF   |
|                    | Arnolds Krūkliņš    | Lettonie        |           | DSQ   |
|                    | Dick Löf            | Suède           |           | DSQ   |
|                    | Friedrich Prehn     | Allemagne       |           | DSQ   |
|                    | Gösta Grandin       | Suède           |           | DSQ   |